# Jean Taubenhaus
Jan Taubenhaus, meglio noto come Jean Taubenhaus (Varsavia, 14 dicembre 1850 – Parigi, 14 settembre 1919), è stato uno scacchista polacco naturalizzato francese.
Negli anni 1870-80 era uno dei più forti giocatori di Varsavia. Nel 1883 si trasferì a Parigi, acquisendo la cittadinanza francese e cambiando nome da Jan a Jean. A Parigi frequentava spesso il Café de la Régence, dove dava lezioni di scacchi. Negli anni 1886-1895 soggiornò a New York. Partecipò ad alcuni tornei anche in Argentina e Cuba. 
Taubenhaus fu l'operatore di Mephisto quando l'automa si esibì nella Esposizione universale di Parigi del 1889.

## Principali risultati
Il suo miglior risultato fu a Londra nel 1886, con il terzo posto dietro a Joseph Blackburne e Amos Burn. Nel 1895 vinse il campionato di Parigi. Nel 1902 fu pari primo con David Janowski nel torneo pentagonale di Parigi.
Nel grande torneo di New York 1889 (vinto da Mikhail Chigorin e Max Weiss) si classificò 12º-13º su venti partecipanti.
Disputò diversi match: nel 1891 pareggiò con Sittenfeld (2,5 /2,5) a Parigi; nel 1891/92 perse (1,5 /6,5) contro Tarrasch a Norimberga; nel 1895 perse (2 /3) contro Jacques Mieses a Glasgow; nel 1901 vinse (3,5 /0,5) contro Adolf Albin a Parigi; nel 1906 vinse contro Andrés Vasquez (7 /3) a l'Avana; nel 1907 vinse contro Benito Villegas a Buenos Aires; nel 1911 perse contro Richard Teichmann (0 /2) a Parigi. 
Taubenhaus scrisse il libro Traité du jeu des échecs (Parigi, Payot, 1910).